# Liberty Hill
Liberty Hill är en ort i Williamson County, Texas, USA.